# Adnan Addoum
Pour les articles homonymes, voir Adoum (homonymie).
Adnan Addoum (عدنان عضوم ) (né à Beyrouth le 10 janvier 1941 ) est un magistrat et un homme politique libanais.
Diplômé en droit de l’Université Libanaise, il est promu de l’école de la magistrature en 1968 et gravit vite les échelons de la magistrature avant d’être nommé Procureur général près la Cour de cassation en juillet 1995.
En 2000, son nom est évoqué pour occuper le poste de Premier ministre, mais celui-ci échoît à Rafiq Hariri.
Il est nommé en octobre 2004 ministre de la Justice au sein du gouvernement d'Omar Karamé. Il participe à des meetings de personnalités pro-syriennes.
À la suite de l’assassinat de Rafiq Hariri le 14 février 2005, Addoum aurait tenté de pousser l’enquête vers la piste fondamentaliste. Il est accusé par l'opposition anti-syrienne de couvrir les activités des services syriens. Après le départ des troupes syriennes du Liban, le gouvernement de Najib Mikati le démet de ses fonctions pour y placer un proche d'Hariri.